# Felső-Egyiptom

Felső-Egyiptom (Upper Egypt) és Alsó-Egyiptom (Lower Egypt)

Felső-Egyiptom (arabul الصعيد, tudományos átiratban aṣ-Ṣaʿīd, magyarosan asz-Szaíd) Egyiptomnak a Nílus-deltától délre eső területe, az első kataraktáig.

## Az ókorban
Felső-Egyiptomot i. e. 3100 körül egyesítették Alsó-Egyiptommal, innentől a fáraót a „Két Föld” urának is nevezték, és a két országrész hatalmi jelvényeivel együtt ábrázolták.
Felső-Egyiptom egyiptomi neve t3-šmˁw volt. Jelképei a lótusz, a sás, illetve a fehér korona, mely később a kettős korona felső részét képezte. Uralkodói székhelye az egyesítés előtti időkben Neheb, melynek istennője, Nehbet a későbbi korokban is Felső-Egyiptom védőistennője maradt.
Felső-Egyiptom huszonkét nomoszra oszlott. Jelentősebb városai közé tartoznak Théba, mely az újbirodalom idején Egyiptom fővárosa volt; Abüdosz, Ozirisz kultuszközpontja; Edfu és Dendera, Hermopolisz, Elephantiné. Itt állt Ehnaton rövid ideig használt fővárosa, Ahet-Aton is.

## Kapcsolódó szócikk
- Mindennapi élet az ókori Egyiptomban